# Troy Brosnan
Troy Brosnan (* 13. Juli 1993 in Adelaide) ist ein australischer Radrennfahrer, der im Mountainbikesport in der Disziplin Downhill aktiv ist.

## Sportlicher Werdegang
Das Radfahren lernte Brosnan im Alter von 4 Jahren auf einem BMX, im Alter von 13 Jahren kam er zum MTB-Downhill. Als Junior gewann er in den Jahren 2010 und 2011 jeweils die Gesamtwertung im UCI-Mountainbike-Weltcup und die UCI-Mountainbike-Weltmeisterschaften im Downhill der Junioren. Mit seiner Zeit beim WM-Rennen 2011 hätte er in der Elite die Silbermedaille gewonnen. 
Im Jahr 2012, seinem ersten Jahr in der Elite, wurde er durch einen Sturz mit lebensbedrohlichen Verletzungen beim Weltcup-Rennen in Leogang zunächst in seiner Entwicklung zurückgeworfen. 2014 kehrte er zu alter Stärke zurück und gewann sein erstes Weltcup-Rennen in der Elite sowie die Bronzemedaille bei den Weltmeisterschaften. Die Saison beendete er auf Platz 3 der Weltcup-Gesamtwertung.  
In der nachfolgenden Zeit von 2015 bis 2019 stand er in allen Jahren auf dem Podium der Weltcup-Gesamtwertung und beendete die jeweilige Saison unter den Top 3 der Weltrangliste. Im Jahr 2017 gewann er das zweite Weltcup-Rennen seiner Karriere in Andorra. Seine zweite WM-Medaille gewann er im Jahr 2019. Ein internationaler Titel oder der Sieg in der Weltcup-Gesamtwertung blieben ihm jedoch bisher verwehrt. 
In der Saison 2021 gewann Brosnan in Leogang nach vier Jahren Unterbrechung wieder ein Weltcup-Rennen. In Val di Sole stand er als Dritter erneut auf dem Podium der MTB-Weltmeisterschaften. 2022 verpasste er bei den Weltmeisterschaften als Vierter knapp eine Medaille. Auch 2023 war er bei der WM als Fünfter nah am Podium, im Weltcup blieb ein sechster Platz in Val di Sole sein bestes Saisonergebnis.

## Erfolge
| 2010 - Weltmeister (Junioren) – Downhill - Gesamtwertung UCI-MTB-Weltcup (Junioren) – Downhill 2011 - Weltmeister (Junioren) – Downhill - Gesamtwertung UCI-MTB-Weltcup (Junioren) – Downhill - Australischer Meister (Junioren) – Downhill 2012 - Australischer Meister – Downhill 2014 - Weltmeisterschaften – Downhill - Australischer Meister – Downhill - ein Weltcup-Erfolg – Downhill 2015 - Australischer Meister – Downhill 2016 - Australischer Meister – Downhill | 2017 - ein Weltcup-Erfolg – Downhill 2018 - Australischer Meister – Downhill 2019 - Weltmeisterschaften – Downhill - Australischer Meister – Downhill 2020 - Australischer Meister – Downhill 2021 - Weltmeisterschaften – Downhill - Australischer Meister – Downhill - ein Weltcup-Erfolg – Downhill |